# Szent Cecília
Római Cecília (latin: Caecilia Romana) vagy egyházi nevén Szent Cecília (Róma, ? – uo., 250 k.) szentként tisztelt szűz és vértanú, a tizennégy segítőszent egyike. Neve egyike azon hét nőnek, aki a szentmise római kánonjába bekerült. Őt tekintik a zene védőszentjének.

## Élete
Élete körül sok a bizonytalanság, a történelemtudomány sem azt nem tudja bizonyítani, hogy élt, sem pedig arra nincsenek egyértelmű bizonyítékok, hogy kitalált személy. Legendája szerint a 3. század elején született Rómában, előkelő családban. Kora ifjúkorában szüzességet fogadott. Családja házasságra kényszerítette egy Valerianus nevű pogány emberhez. Cecília a nászéjszakán rávette férjét, hogy ne érjen hozzá, mert a tisztaságát egy angyal védi.
Valerianus annyira kíváncsi volt Cecília titokzatos "jegyesére", hogy még a keresztséget is vállalta azért, hogy megláthassa. A keresztséget I. Orbán pápa szolgáltatta ki számára. Ezután hazatérve meglátta felesége őrangyalát, aki liliomból és vérvörös rózsából (a szüzesség és a vértanúság jeleiből) font koszorút helyezett mindkettőjük fejére.
E csoda hatására Velerianus testvére Tiburtius is megkeresztelkedett, majd együtt eltemették azokat a keresztényeket, akiket a vallásüldözések során öltek meg. Emiatt Róma prefektusa egy tisztjével elfogatta a testvéreket, akiket egy Maximus nevű tiszt (aki hatásukra szintén megtért) próbált megmenteni, de végül vele együtt a testvéreket kivégezték.
Ez után fogták el az immár özvegy Cecíliát. Pere és kivégzése során olyan bátorságot mutatott, aminek hatására sokan megtértek. Kínhalálra ítélték, először fürdő forró gőzével, majd forró olajban akarták kivégezni, de a tűz kialudt. Végül karddal végezték ki, de kivégzése sikertelen volt, három csapás után is életben marad, s a hóhér súlyosan sebesülten hagyta ott. Végül barátainak karjában halt meg.

## Tisztelete
A 4. században templomot építettek Cecília tiszteletére azon a helyen, ahol egykor Valerianus és Cecília trasteverei háza állt. A legenda szerint a szűz látomásban maga mutatta meg a pápának, hol van a sírja. A pápa ezután 321-ben vitette át holttestét a templomba. 1559-ben felnyitották sírját, és testét teljesen épen találták, a sír liliom és rózsa illatát árasztotta.
Cecília a középkor végén került a tizennégy segítő szent közé. A hatodik századtól a női vértanúk között szerepeltetik. Neve bekerült azon nők közé, akiket a római katolikus szentmise kánonjában megemlítenek. Ünnepét már 545-ben november 22-én ülték Rómában.
Egy fordítási hiba következtében – mely szerint az esküvőjén ő maga játszott az orgonán – lett a szent zene védőszentje. Szent Cecília miseliturgiájában az Introitus szóban forgó antifonájának kezdete: Cantantibus organis, Cecilia virgo in corde suo soli Domino decantabat dicens: fiat Domine cor meum et corpus meum inmaculatum ut non confundar (Az ének és orgona közepette a szűz Cecília a szívében csak az Úrhoz énekelt, mondván: tedd meg, Uram, hogy az én szívem és testem szeplőtelen maradjon, hogy el ne vesszek). A "cantantibus" lényegben szinonimája az egy korábbi szövegváltozat kezdetén szereplő "canentibus" szónak, amely viszont másolási hiba, egy még korábbi szövegváltozatban szereplő "candentibus" szóból kimaradt a d betű. A "candentibus organis" viszont "izzó eszközökre" utal, tehát az eredeti szöveg értelme, hogy kínzása közben (nem az esküvői zene közben) könyörgött az Úrhoz, hogy teste épen maradjon. Koporsójának felnyitásakor romlatlan állapotban talált holtteste azt bizonyítja, hogy kérése meghallgatásra talált. Stefano Maderno szobra, mely sírja felett található a trasteverei Szent Cecília-bazilikában, abban a helyzetben mutatja, ahogy testét megtalálták: a fej természetellenes helyzete és a nyakán látható sérülés a lefejezésre utal; jobb kezének ujjaival hármat, ballal egyet mutat, ez a "Szentháromság, Egy, igaz Isten" szimbóluma (lsd. alább, a Galériában).

## Szent Cecília alakja a művészetekben (válogatás)

### Egyházi építészet
- Rábatöttös templomának védőszentje Szent Cecília. Az épület 12. századi eredetű, a 15. században bővítették, majd a 18. században barokkizálták.

### Képzőművészeti alkotások
- Stefano Maderno szobra a római trasteverei Szent Cecília-templomban, sírja felett (1599)
- Nicolas Poussin: Szent Cecília (1627–1628, Prado, Madrid)
- Raffaello: Szent Cecília extázisa (1514–16, Nemzeti Képtár, Bologna)
- Artemisia Gentileschi festménye: Szent Cecília lanton játszik (1616 k., Galleria Spada, Róma)
- Giovanni Battista Tiepolo festménye (1750–1760, Nemzeti Művészeti Múzeum, Katalónia)[2]
- Gustave Moreau: Szent Cecília (Gustave Moreau Múzeum, Párizs)
- Donatello: Szent Cecília (1412)

#### Galéria

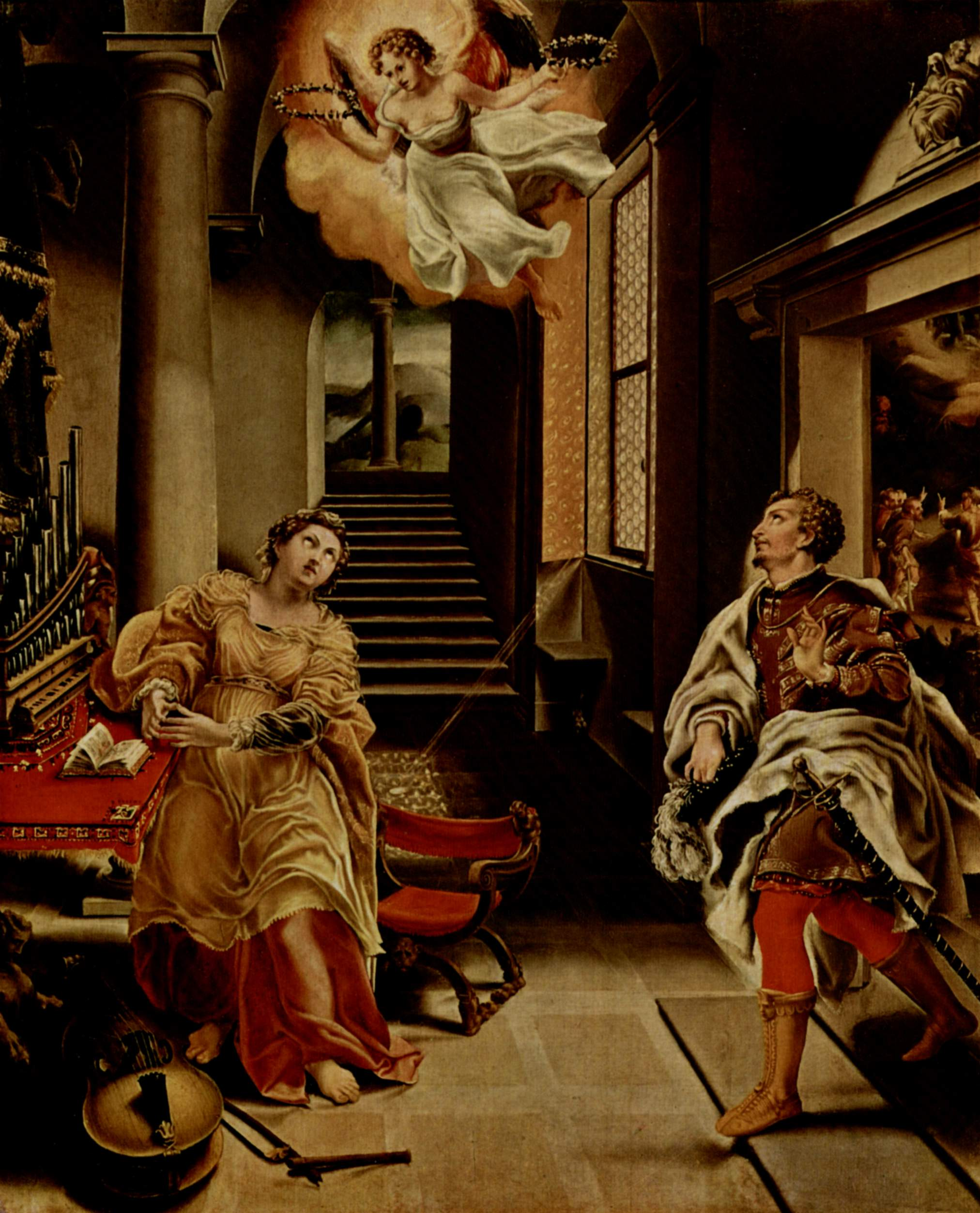
Szent Cecília és Szent Valerianus, Lelio Orsi festménye (1555 k.)
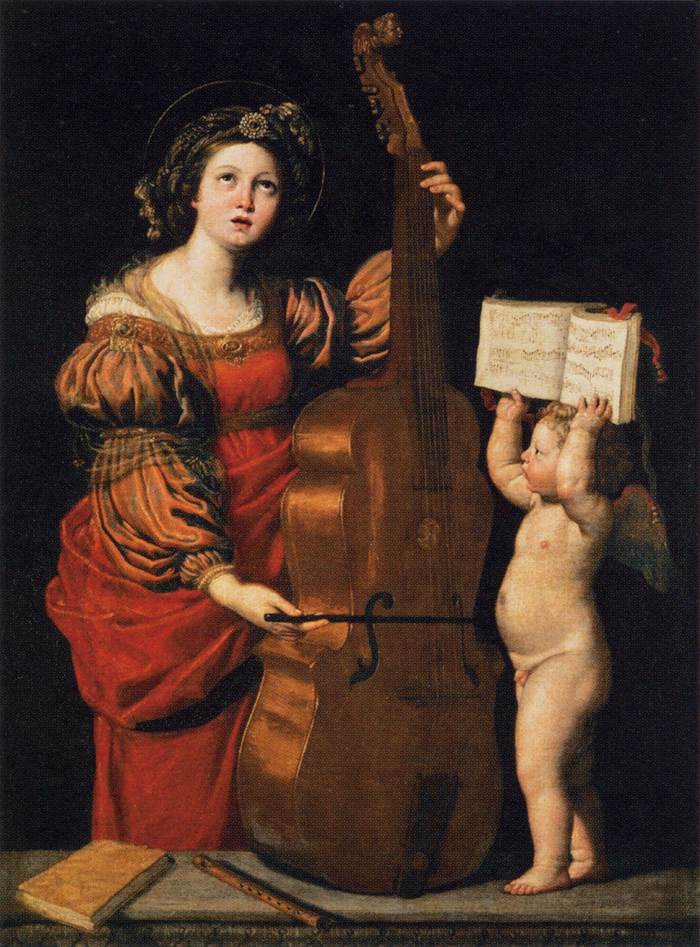
Domenichino, Szent Cecília egy kottát tartó angyallal (1617–18 k.)
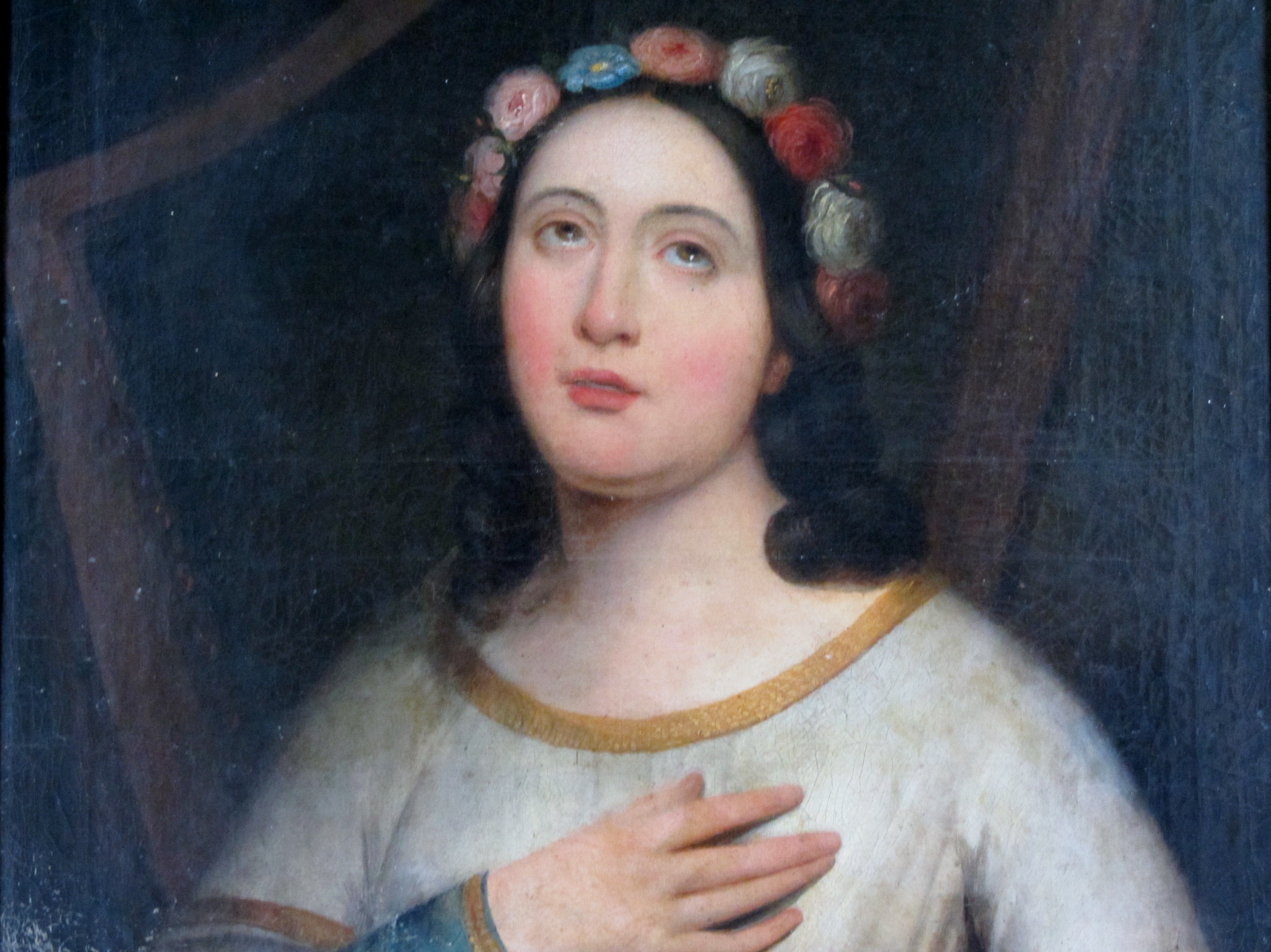
Szent Cecília, Raymond Monvoisin festménye
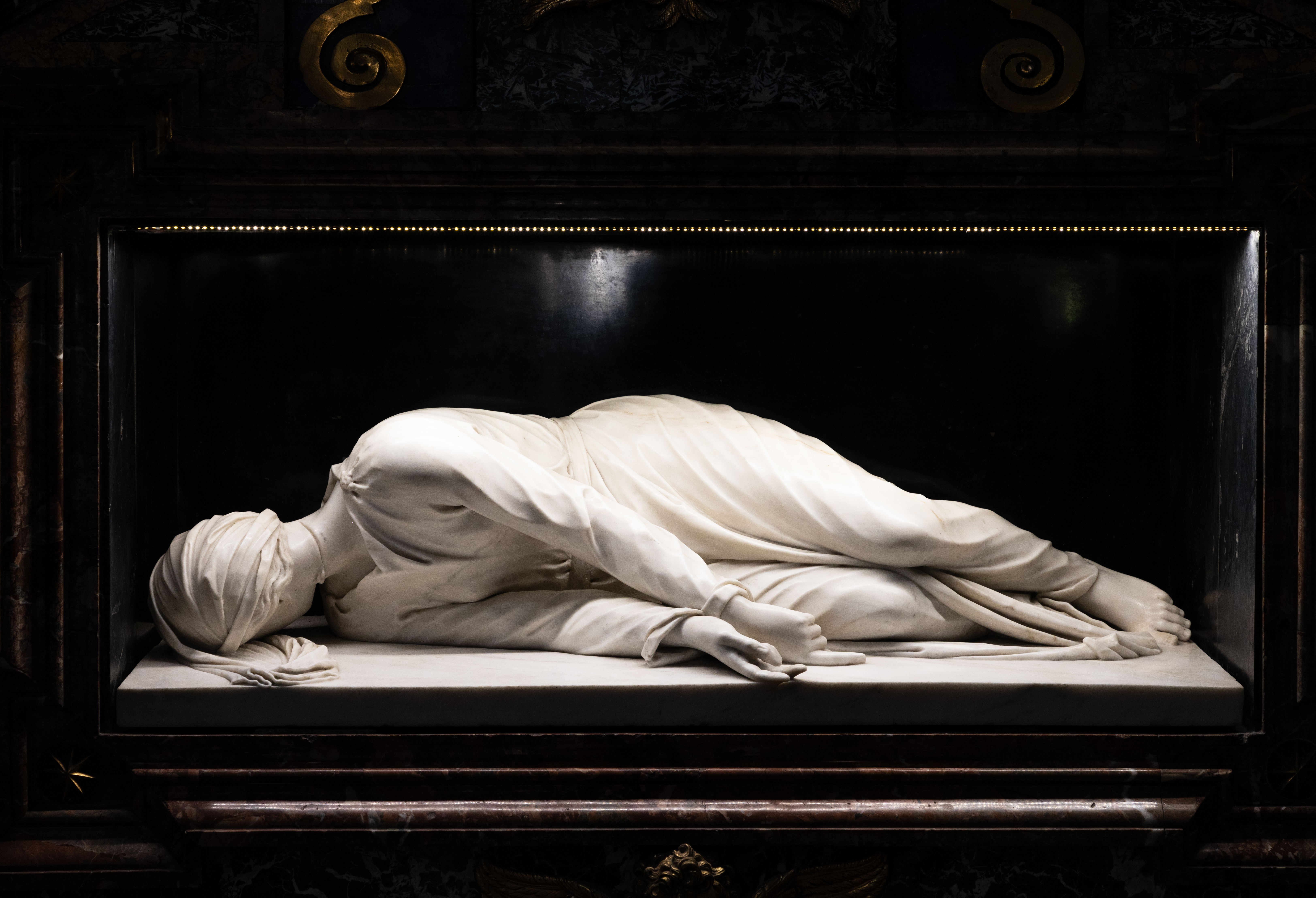
Stefano Maderno, Szent Cecília a sírban (1599)
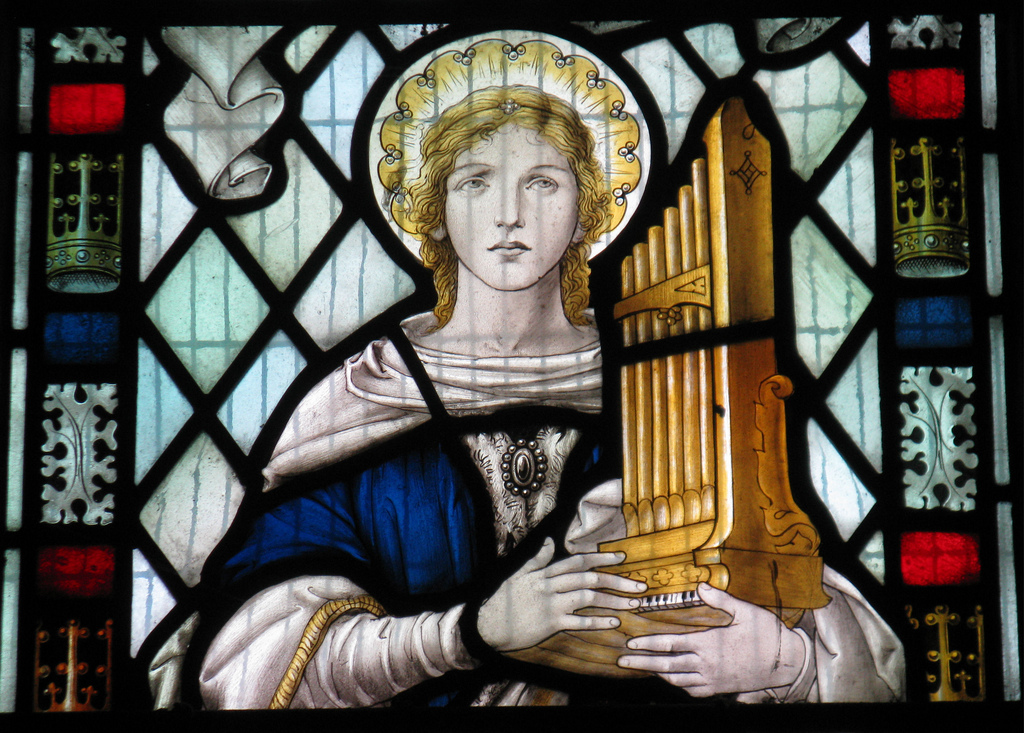
Saint Cecília, Wymondley (Anglia)
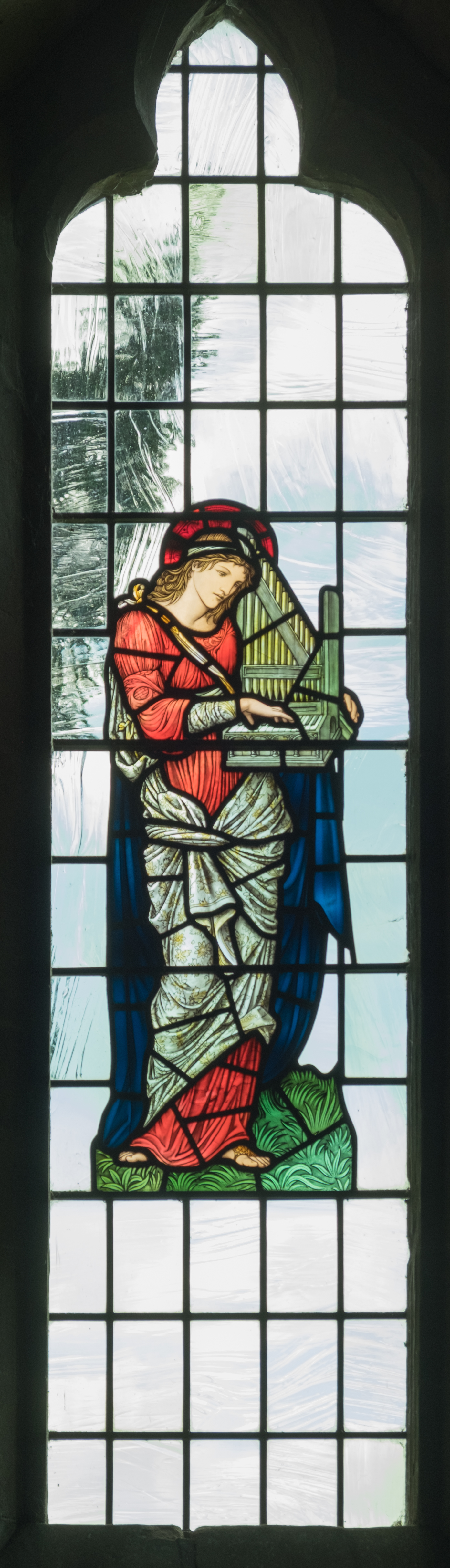
Szent Cecília, Edward Burne-Jones ólomüveg ablaka a Mindenszentek templomában, Preston Bagot (Anglia)

Domenichino freskó-sorozata a római San Luigi dei Francesi templomban (1614)
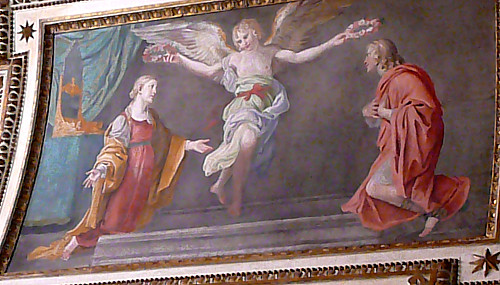
A koszorúk
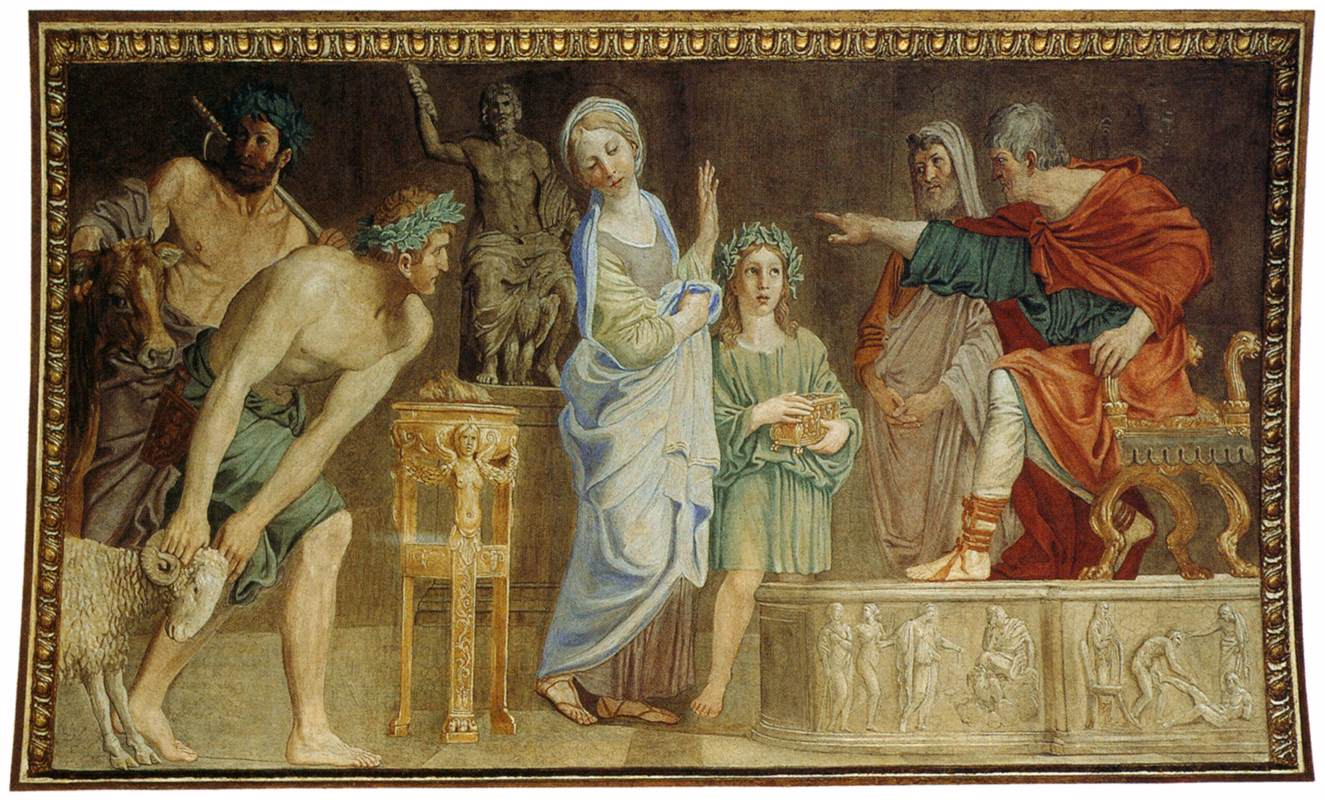
Cecília a bírák előtt
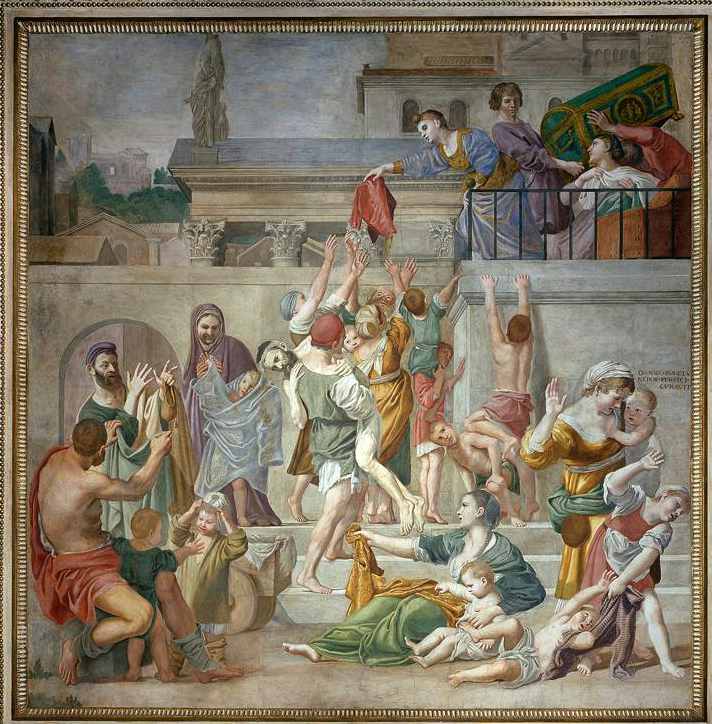
Szétosztja javait a szegényeknek
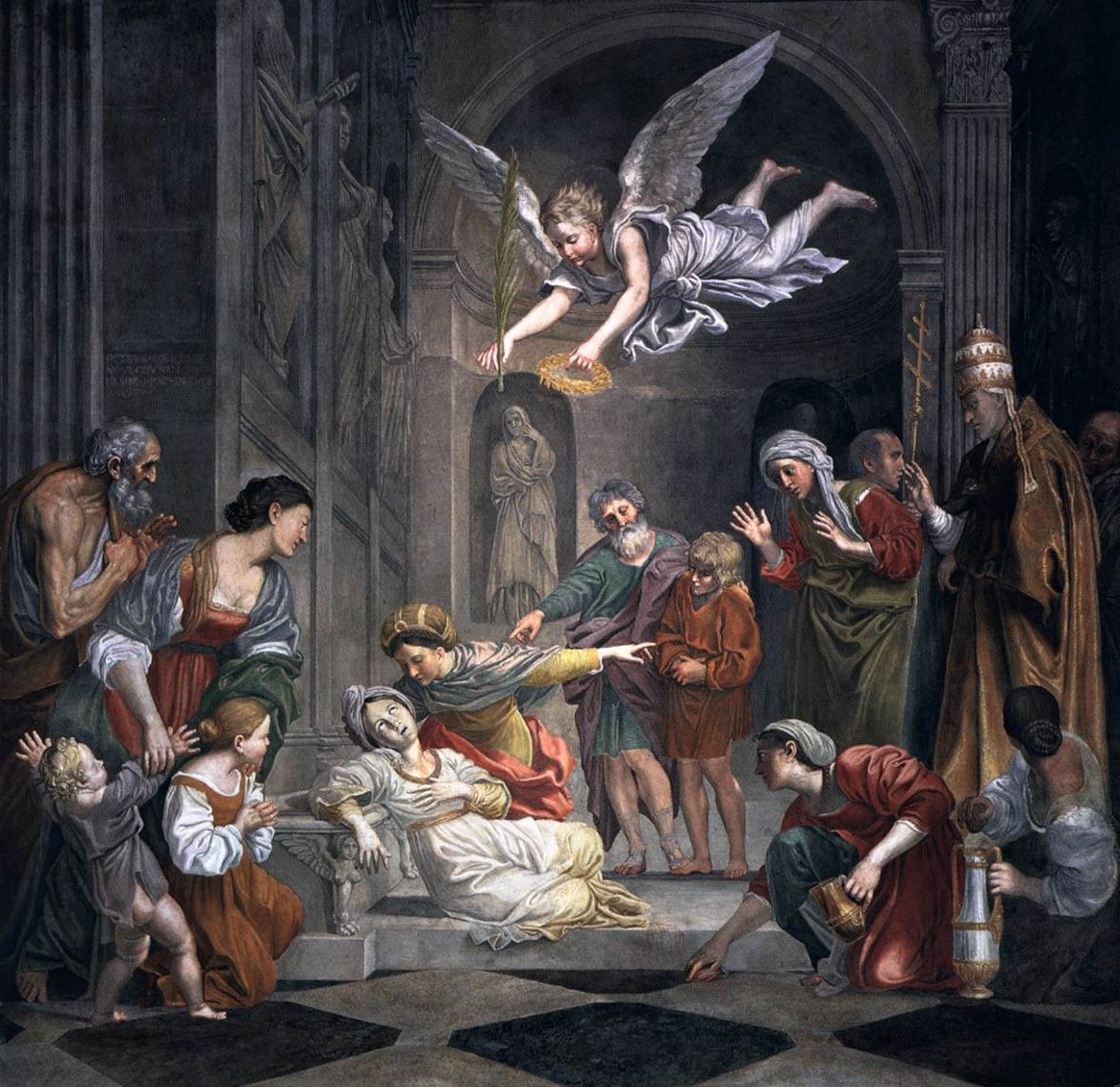
Cecília halála

### Zeneművek
- Luca Marenzio: Cantantibus organis (a Motectorum pro festis totius anni gyűjteményben, 1585)
- Giovanni Pierluigi da Palestrina: Motet solennel de Sainte Cécile
- Paul Damance: Messe de Sainte Cécile
- Henry Dumont: Caecilia famula (1657)
- Marc-Antoine Charpentier négy "Szent Históriája":
  - In honorem Caeciliae, Valeriani et Tiburtii canticum (1675?)
  - Caecilia virgo et martyr (1677–78)
  - Caecilia virgo et martyr (1683–85)
  - Caecilia virgo et martyr (1686)
- Henry Purcell: Hail! Bright Cecilia (1692)
- Sébastien de Brossard: Cantique à Ste Cécile (1720 k.)
- Alessandro Scarlatti oratóriuma, ill. miséje:
  - Il martirio di santa Cecilia (1708)
  - Messa di Santa Cecilia (1720)
- Georg Friedrich Händel két műve John Dryden ódájára: 
  - Sándor-ünnep c. oratórium (Alexander's Feast or The Power of Music, 1736)
  - Óda Szent Cecília napjára (Ode for St. Cecilia's Day, 1739)
- Joseph Haydn: Szent Cecília-mise (Missa Cellensis in honorem Beatissimae Virginis Mariae, 1766-67)
- Camille Saint-Saëns: Óda Szent Cecíliához (1852)
- Charles Gounod: Szent Cecília-mise (Messe solennelle de sainte Cécile, 1855)
- Liszt Ferenc: Szent Cecília legendája (1874)
- Ernest Chausson: Szent Cecília legendája (kísérőzene Maurice Bouchor háromfelvonásos drámájához, Op. 22, 1891)
- Alexandre Guilmant: Szent Cecília-fúga
- Licinio Refice: Cecília (szcenikus oratórium,  1934)
- Benjamin Britten: Himnusz Szent Cecíliához (W. H. Auden versére, 1942)
- Arvo Pärt: Cecilia, vergine romana (a római Szent Cecília Zeneakadémia felkérésére, 2000-ben)

### Irodalmi művek
- Geoffrey Chaucer: A második apáca meséje a Canterbury mesék (The Canterbury Tales) c. műben (1390 k.)
- 1606-ban Párizs-ban publikálta a reimsi Nicola Soret tragédiáját Szent Cecília véres mártíromsága… (La Céciliade, ou martyre sanglant de Saincte Cécile, patrone des Musiciens : où sont entre-mélés plusieurs beaux exemples moraux, graves sentences, naïves allegories, & comparaisons familieres, convenables tant aux personnages qu'au sujet : Avec les chœurs mis en musique par Abraham Blondet (...) par N. Soret Rhemois) címmel; a színpadi mű zeneszerzője Abraham Blondet volt.
- John Dryden 1687-ben Szent Cecília napjára írta ódáját (From harmony, from heavenly harmony...)[3]
- Heinrich von Kleist: Szent Cecília avagy a zene hatalma (Die heilige Cäcilie oder die Gewalt der Musik, 1810)
- Stéphane Mallarmé neki ajánlotta  A Szent c. versét, melyben Szent Cecíliát „A csend muzsikusának” nevezte